# 안소연 (KBS 성우)
안소연(1968년 11월 4일 ~ )은 대한민국의 성우이다. 1992년 KBS 23기 공채 성우로 데뷔하였다.

## 주요 출연작품

### 애니메이션
- 마법기사 레이어스 (SBS) - 에메로드 공주 / 데보니아 / 타트라
- 마녀 배달부 키키 - 선배 마녀
- 무지개 요정 큐티하니 (SBS)

### 영화
- 남자의 세계 (KBS)
- 더 셀 (KBS)
- 도니 다코 (KBS) - 엘리자베스 (매기 질런홀)
- 라이딩 위드 보이즈 (KBS)
- 야망의 제물 (SBS)
- 장고(KBS) - 모텔 여자(실바나 바치)
- 화성의 유령들 (KBS) - 바슐라(클리어 듀발)

### MC
- 생방송 달리는 샐러리맨 (KBS)
- 48시간의 음악여행 (KBS)
- 새 삶을 찾은 사람들(KFN)
- 그때 그사람 (KFN)
- 음악으로 여는 아침 (KFN)
- 안소연의 뮤직 캠프 (국방FM)